# Дурж
Дурж (фр. Dourges) — коммуна во Франции, регион О-де-Франс, департамент Па-де-Кале, округ Ланс, кантон Энен-Бомон-1. Город расположен в 18 км к востоку от Ланса и в 25 км к югу от Лилля, на берегу канала Дёль, в месте пересечения автомагистралей А1 "Нор" и А21 "Рокад Миньер". На юге коммуны находится железнодорожная станция Дурж линии Ланс-Острикур.
Население (2018) — 5 935 человек.

## Достопримечательности
- Церковь Святого Станислава 1924 года, в 2012 году включена в Список Всемирного наследия ЮНЕСКО в составе 109 объектов угольного бассейна Нор-Па-де-Кале
- Церковь Святого Пьята XX века
- Руины старинного замка

## Экономика
Структура занятости населения:
- сельское хозяйство — 0,2 %
- промышленность — 11,2 %
- строительство — 9,4 %
- торговля, транспорт и сфера услуг — 63,9 %
- государственные и муниципальные службы — 12,2 %

Уровень безработицы (2017) — 16,5 % (Франция в целом — 13,4 %, департамент Па-де-Кале — 17,2 %). 

Среднегодовой доход на 1 человека, евро (2018) — 19 220 (Франция в целом — 21 730, департамент Па-де-Кале — 19 200).

## Демография
Динамика численности населения, чел.

## Администрация
Пост мэра Дуржа с 2020 года занимает Тони Франконвиль (Tony Franconville). На муниципальных выборах 2020 года возглавляемый им центристский список победил во 2-м туре, получив 44,98 % голосов (из четырех списков).
| Период | Период | Фамилия           | Партия                               | Примечания                                    |
| ------ | ------ | ----------------- | ------------------------------------ | --------------------------------------------- |
| 1983   | 1995   | Теодор Швастиньяк | Социалистическая партия              |                                               |
| 1995   | 2008   | Амеде Геллес      | Разные правые                        | фермер, член Генерального совета департамента |
| 2008   | 2014   | Патрик Дельфранк  | Социалистическая партия Разные левые | администратор                                 |
| 2014   | 2020   | Жанна-Мари Дюбуа  | Разные левые                         | учительница                                   |
| 2020   |        | Тони Франконвиль  | Разные центристы                     | консультант по страхованию                    |

## Галерея

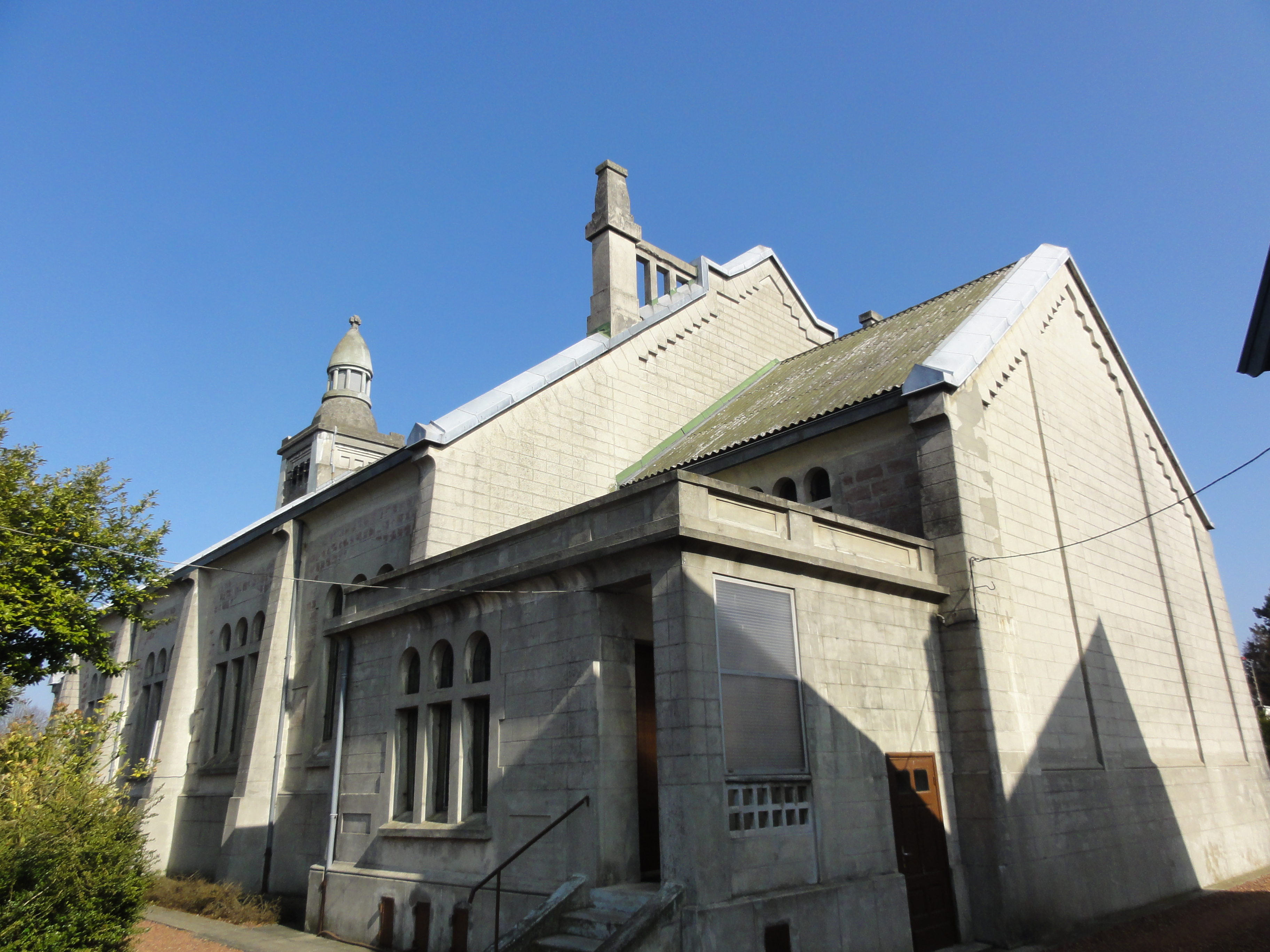
Церковь Святого Станислава
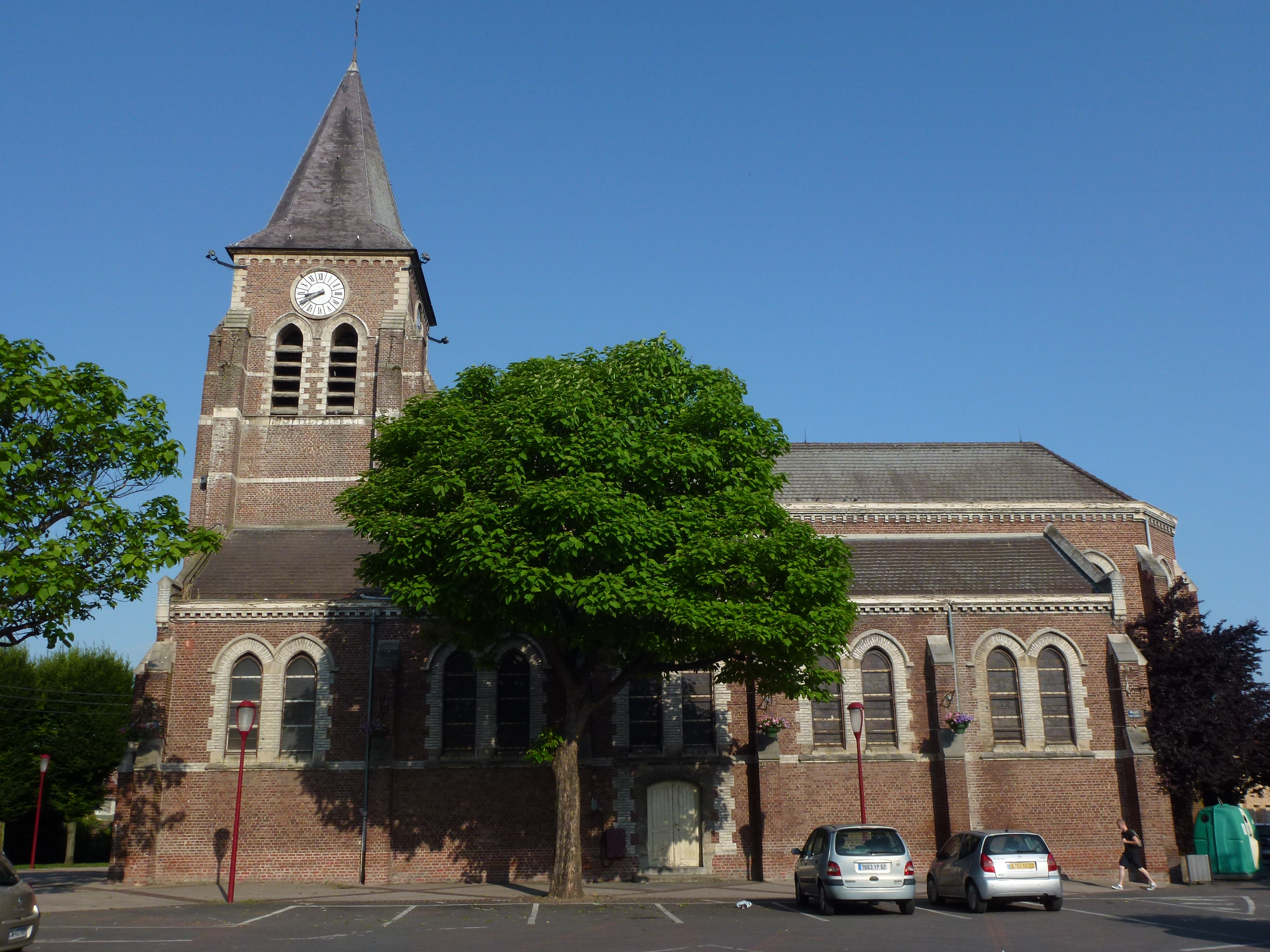
Церковь Святого Пьята
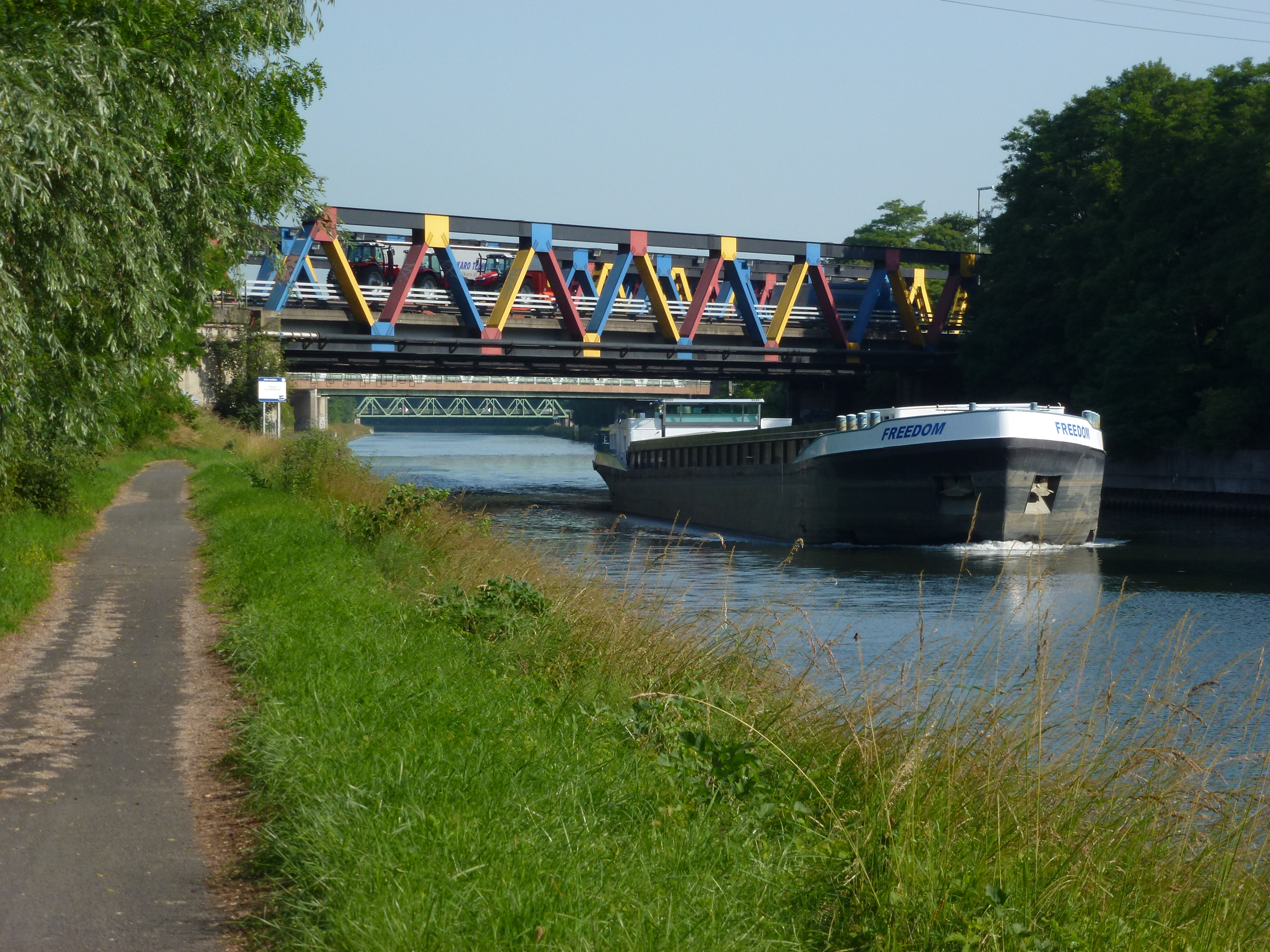
Мост через канал Дёль

1. 1 2  база данных о французских коммунах — Национальный географический институт Франции, 2015.